# Kurpark (Bad Dürkheim)
Der Kurpark ist eine Parkanlage innerhalb der Stadt Bad Dürkheim.

## Lage
Durch das Gebiet des Parks verläuft die Isenach. Nachdem diese innerhalb des Parkbereichs im Lauf des 20. Jahrhunderts zunächst verrohrt wurde, fand im Zuge von Renaturierungsmaßnahmen bis 2013 ihre Offenlegung statt. Unmittelbar westlich des Kurparks befindet sich das Kurhaus. Im östlichen Bereich stehen die Fronmühle, das Gradierwerk und die Parkklinik. Darüber hinaus befindet sich im Park eine öffentliche Kneipp-Anlage.

## Geschichte
Auf dem größten Teil des Terrains befand sich ab etwa 1720 das Schloss Dürkheim samt dem zugehörigen Park, das 1794 durch die Franzosen niedergebrannt wurde. In der Folgezeit entstand der Kurpark, der unter anderem eine Puttogruppe aus der Zeit des Schlossparks umfasst.
In den 1930er Jahren wurde eine Erweiterung des Parks mit geometrischer Wegeführung und Bepflanzung angelegt. Diese beinhaltete eine in den Jahren 1933 und 1934 vom Architekten Joseph Müller aus Neustadt an der Weinstraße errichtete Brunnenhalle und die Traubenkuranstalt. Dieser Bereich ist unter dem Namen „Kurparkerweiterung“ mittlerweile als Denkmalzone ausgewiesen.
Der Maler und Bildhauer Fritz Herrfurth fertigte in der ersten Hälfte des 20. Jahrhunderts mehrere Brunnenplastiken und weitere Statuen an, die bis in die Gegenwart existieren. Im Kurpark selbst wurde 1971 die sogenannte Neue Maxquelle erbohrt, die die örtliche Alte Maxquelle ersetzte.

## Veranstaltungen
Die vom Eventmanager Manfred Mühlbeyer gegründete Agentur „Show-Service-Center“ veranstaltete 1991 erstmals sie sogenannte „Kurpark-Gala“, die das  größte bespielbare Roulette der Welt beinhaltete; es wurde zwischen 1997 und 2007 jährlich bei dem im Monat August stattfindenden Event erneut aufgebaut.
Durch den Kurpark verläuft regelmäßig der seit 1998 ausgetragene Marathon Deutsche Weinstraße.